# Saint-Michel-de-Feins
Pour les articles homonymes, voir Saint-Michel.
Saint-Michel-de-Feins est une commune déléguée française, située dans le département de la Mayenne en région Pays de la Loire, peuplée de 180 habitants. Depuis le 1er janvier 2019, Saint-Michel-de-Feins est intégré dans la commune nouvelle de Bierné-les-Villages née de la fusion  avec Argenton-Notre-Dame, Bierné,et Saint-Laurent-des-Mortiers.
La commune fait partie de la province historique de l'Anjou (Haut-Anjou).

## Géographie
La commune est située dans le sud-Mayenne.

## Histoire
La commune faisait partie de la sénéchaussée angevine de Château-Gontier dépendante de la sénéchaussée principale d'Angers depuis le Moyen Âge jusqu'à la Révolution française. 
En 1790, lors de la création des départements français, une partie de Haut-Anjou a formé le sud mayennais sous l'appellation de Mayenne angevine.
Le préfet de la Mayenne approuve le 14 novembre 2018 la fusion des communes d'Argenton-Notre-Dame, Saint-Michel-de-Feins, Saint-Laurent-des-Mortiers et Bierné pour créer la commune de Bierné-les-Villages le 1er janvier 2019.

## Politique et administration

### Administration municipale

#### Administration actuelle
Depuis le 1 janvier 2019 Saint-Michel-de-Feins constitue une commune déléguée au sein de la commune nouvelle de Bierné-les-Villages, et dispose d'un maire délégué. 
| Période      | Période  | Identité      | Étiquette | Qualité     |
| ------------ | -------- | ------------- | --------- | ----------- |
| janvier 2019 | En cours | Paul Maussion | SE        | Agriculteur |

#### Administration ancienne
| Période                                  | Période       | Identité         | Étiquette | Qualité      |
| ---------------------------------------- | ------------- | ---------------- | --------- | ------------ |
| (avant 2001)                             | mars 2008     | Marcel Chalumeau |           |              |
| mars 2008                                | 2009          | Lucette Taunais  | SE        | Agricultrice |
| 2009                                     | décembre 2018 | Paul Maussion    | SE        | Agriculteur  |
| Les données manquantes sont à compléter. |               |                  |           |              |

## Démographie
En 2021, la commune comptait 180 habitants. Depuis 2004, les enquêtes de recensement dans les communes de moins de 10 000 habitants ont lieu tous les cinq ans (en 2005, 2010, 2015, etc. pour Saint-Michel-de-Feins) et les chiffres de population municipale légale des autres années sont des estimations.
| 1793 | 1800 | 1806 | 1821 | 1831 | 1836 | 1841 | 1846 | 1851 |
| ---- | ---- | ---- | ---- | ---- | ---- | ---- | ---- | ---- |
| 387  | 342  | 408  | 457  | 417  | 418  | 409  | 440  | 421  |

| 1856 | 1861 | 1866 | 1872 | 1876 | 1881 | 1886 | 1891 | 1896 |
| ---- | ---- | ---- | ---- | ---- | ---- | ---- | ---- | ---- |
| 433  | 431  | 440  | 402  | 434  | 410  | 388  | 321  | 307  |

| 1901 | 1906 | 1911 | 1921 | 1926 | 1931 | 1936 | 1946 | 1954 |
| ---- | ---- | ---- | ---- | ---- | ---- | ---- | ---- | ---- |
| 302  | 304  | 307  | 235  | 253  | 235  | 240  | 224  | 200  |

| 1962 | 1968 | 1975 | 1982 | 1990 | 1999 | 2005 | 2010 | 2015 |
| ---- | ---- | ---- | ---- | ---- | ---- | ---- | ---- | ---- |
| 193  | 172  | 153  | 128  | 135  | 136  | 160  | 170  | 181  |

| 2018 | - | - | - | - | - | - | - | - |
| ---- | - | - | - | - | - | - | - | - |
| 177  | - | - | - | - | - | - | - | - |

Les habitants de la commune sont les Mickaëliens et les Mickaëliennes.